# CDDI
CDDI son las siglas para Copper Distributed Data Interface o Interfaz de Distribución de Datos por cobre, que es una modificación de la especificación FDDI para permitir el uso de cables de cobre de la llamada categoría cinco, cables de alta calidad específicos para transmisión de datos, en lugar de fibra óptica.

## Tecnología CDDI
CDDI (Copper Distributed Data Interface - Interfaz para la Distribución de Datos sobre Cobre) son las especificaciones FDDI (Fiber Distributed Data Interface - Interfaz para la Distribución de Datos sobre Fibra) para permitir el establecimiento de comunicaciones en red de área local a 100 Mbps sobre hilo de cobre. El Instituto Norteamericano de Normalización ( ANSI) está preparando un borrador de la norma para la transmisión de datos a 100 Mbps sobre par trenzado (TP-PDM). La posibilidad de transmitir a 100 Mbps sobre par trenzado, permitirá trasladar el concepto de FDDI desde la red troncal hasta el puesto de trabajo(HiDaN).

## Ventajas
Sus ventajas son:
- Cable UTP menos costoso que la fibra óptica.

- Costes de instalación y terminación menores.

- Los transceptores de cobre menos costosos que los de fibra óptica.

- Los transceptores de cobre son de menor tamaño, consumen menos y ofrecen una mayor densidad de puertos, con un menor coste por puesto.

## Procedencia
- Esta obra contiene una traducción parcial derivada de «CDDI» de Wikipedia en inglés, publicada por sus editores bajo la Licencia de documentación libre de GNU y la Licencia Creative Commons Atribución-CompartirIgual 4.0 Internacional.

- Datos: Q8254034